# Центральний стадіон (Житомир)
Житомирський центральний стадіон — багатофункціональна спортивна арена в Житомирі, відкрита в 1951 році. З 2002 року був у аварійному стані, з 2005 року — на реконструкції. Відкритий навесні 2021 року, розрахований на 5 928 глядачів.
З 1959 по 2005 рік був домашньою ареною ФК «Полісся». Після розформування клубу в наступному сезоні 2005—2006 на стадіоні виступали ОФК «Житичі» та МФК «Житомир». Після завершення реконструкції у 2021 році відбувся переїзд на стадіон відновленої команди «Полісся».

## Історія

### Радянська доба
Стадіон побудували в 1951 році під назвою «Динамо» на місці старого футбольного поля методом народного будівництва під керівництвом заступника голови облвиконкому Василя Удовицького. У будівництві брали участь практично всі підприємства міста. На стадіоні збудували футбольне поле, бігові доріжки, трибуну, роздягальню, квиткову касу й контору. Взимку футбольне поле заливали під ковзанку.
Перша реконструкція стадіону була в 1959 році. Тоді стадіон змінив назву на «іменем Ленінського комсомолу». З цього часу тут почала виступи футбольна команда «Авангард». З нагоди Олімпійських ігор стадіон реконструйовано в 1980 році, зокрема, добудовано східну, північну та південну трибуни, що значно розширило місткість арени.

### Занепад та реконструкція
Стадіон поступово занепадає в 90-ті роки. 1998 року аварійною визнано східну трибуну. Північна і південна трибуни аварійні з 2002 року. У власників клубу «Полісся» не було коштів на реконструкцію, тому стадіон у 2005 році передано у комунальну власність. З цього часу голови ОДА неодноразово анонсували реконструкцію головної арени області, але стадіон продовжував руйнуватись.
Про початок реконструкції було оголошено в 2011 році. Планувалося провести ремонт західної трибуни, яка не була аварійною. В грудні 2013 року урочисто відкрито оновлений легкоатлетичний манеж, який міститься під трибуною. Через відсутність гідроізоляції трибуни манеж почав руйнуватися. У 2015 році продовжено реконструкцію західної трибуни, було проведено ремонт зовнішньої частини і встановлено пластикові сидіння. Влітку 2016 року знесено аварійні трибуни, таким чином на стадіоні залишилася тільки відновлена західна трибуна. В листопаді 2017 року оголошено, що на стадіоні буде встановлено систему автоматичного поливу поля, підігрів поля, освітлення, інформаційне табло та накриття західної трибуни. У зв'язку з цим відкриття стадіону відклали на 2018 рік.

### Кошторис
Плани з реконструкції Житомирського стадіону відносяться до початку 2005 року. Губернатори, що змінювалися від 2005 року і до сьогодні змінювали кошторис та компанії виконавців. У 2013 році з компанією «Артхаус» було підписано договір на 11,4 мільйонів гривень для реконструкції західної трибуни. Потім, у 2015 році, їм виділили ще 3 мільйони, а у 2016 році додаткові 8,5 мільйонів. В то час, для реконструкції футбольного поля та благоустрою території у червні 2016 року на відкритих торгах з пропозицією у 7,68 мільйона гривень перемогла компанія виконавець «Елітбуд-1». У грудні того ж року з ними підписали ще одну угоду на 18 мільйонів гривень, але процедура виключала проведення торгів. Ця необхідність була обумовлена «потребою здійснити додаткову закупівлю в того самого виконавця робіт з метою уніфікації, стандартизації та забезпечення сумісності з раніше виконаними роботами». У грудні 2017 року «Елітбуд-1» отримали ще 58 млн і, як і в попередній раз, була відсутня процедура проведення відкритих торгів. Директор департаменту містобудування Житомирської ОДА Роман Щебетов пояснив цей крок тим, що «такі дозакупівлі обумовлені тим, що при будівництві доводиться „наздоганяти“ вимоги спортивних федерацій та потреби спортсменів і коригувати проєкт у процесі».
5 вересня 2019 року голова Житомирської облдержадміністрації Віталій Бунечко зібрав нараду, де обговорював проблеми своєчасної реконструкції стадіону «Полісся». За його словами якщо у 2016 році кошторис становив 7 млн грн, то у 2019 році він сягнув розміру — 152 млн грн. Не вирішеним залишилося питання строків завершення реконструкції та остаточного кошторису. Представник підрядника Денис Болейко пообіцяв збільшити кількість робочих на об'єкті та встигнути завершити роботи до кінця 2019 року. Щодо вартості, то конкретні цифри залишилися невідомими. Проєктанти пояснили: аби порахувати остаточний кошторис їм потрібно близько місяця. В цей час кандидатка на посаду заступника голови Житомирської ОДА Наталія Остапченко підкреслювала, що принциповою є нагальність завершити це будівництво до кінця року, адже з наступного року дотації з боку держави стануть неможливими, а весь фінансовий тягар буде покладено на обласний бюджет.
16 жовтня голова Житомирської облдержадміністрації Віталій Бунечко під час пресконференції публічно звернувся до правоохоронних органів з закликом перевірки можливого розкрадання бюджетних коштів під час реконструкції центрального стадіону «Полісся». Також він зазначив, що через відсутність проєкту підрядник не може продовжувати роботи на об'єкті. А це ставить під сумнів відкриття спортивної споруди у 2019 році.
Реконструкцію першої черги стадіону «Полісся» завершено у 2020 році у рамках програми Президента «Велике будівництво». Зокрема, відремонтовано легкоатлетичне ядро, футбольне поле та трибуни. Загальна вартість робіт на стадіоні становить 167 млн грн.

## Галерея

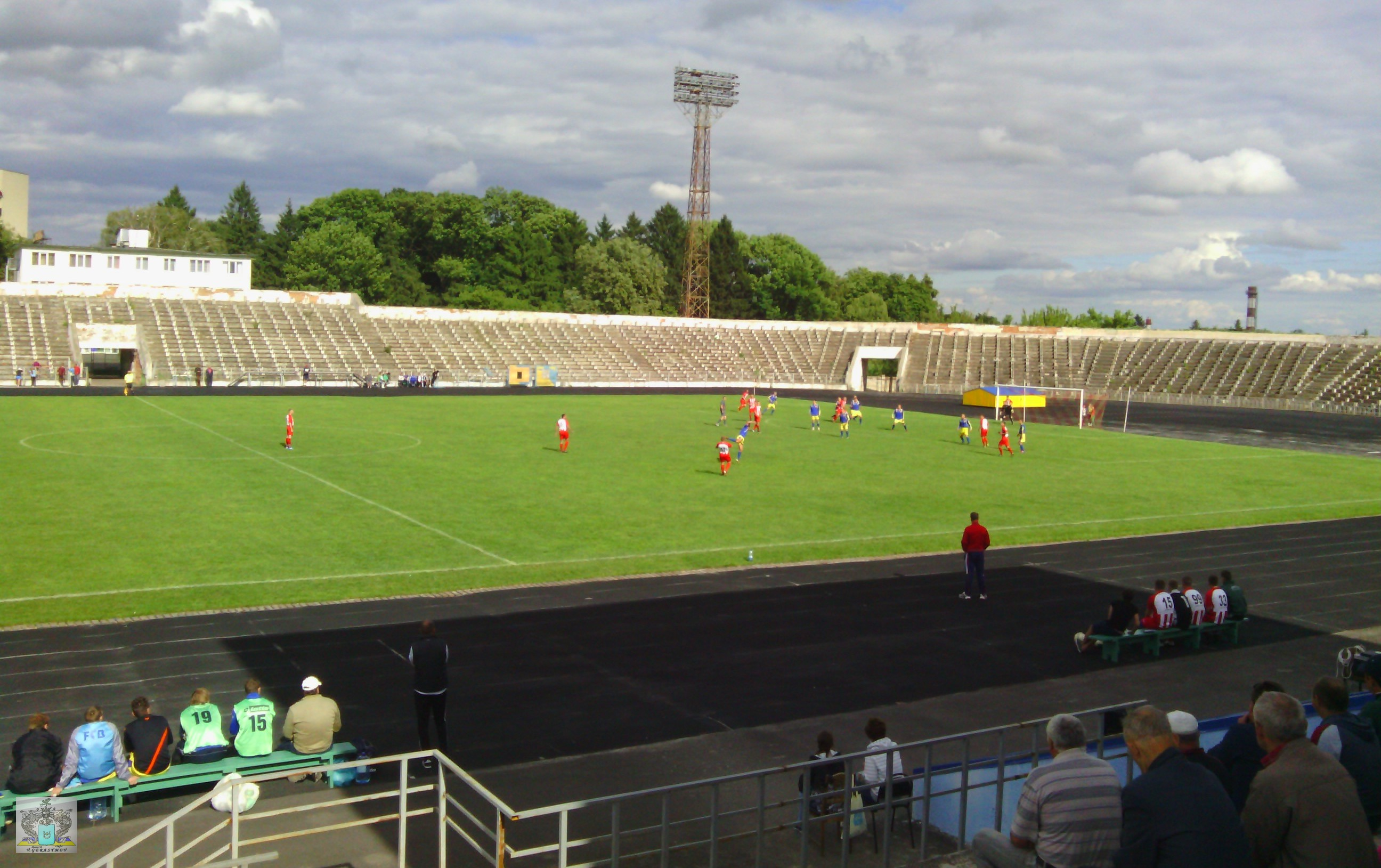
Східна та південна трибуни
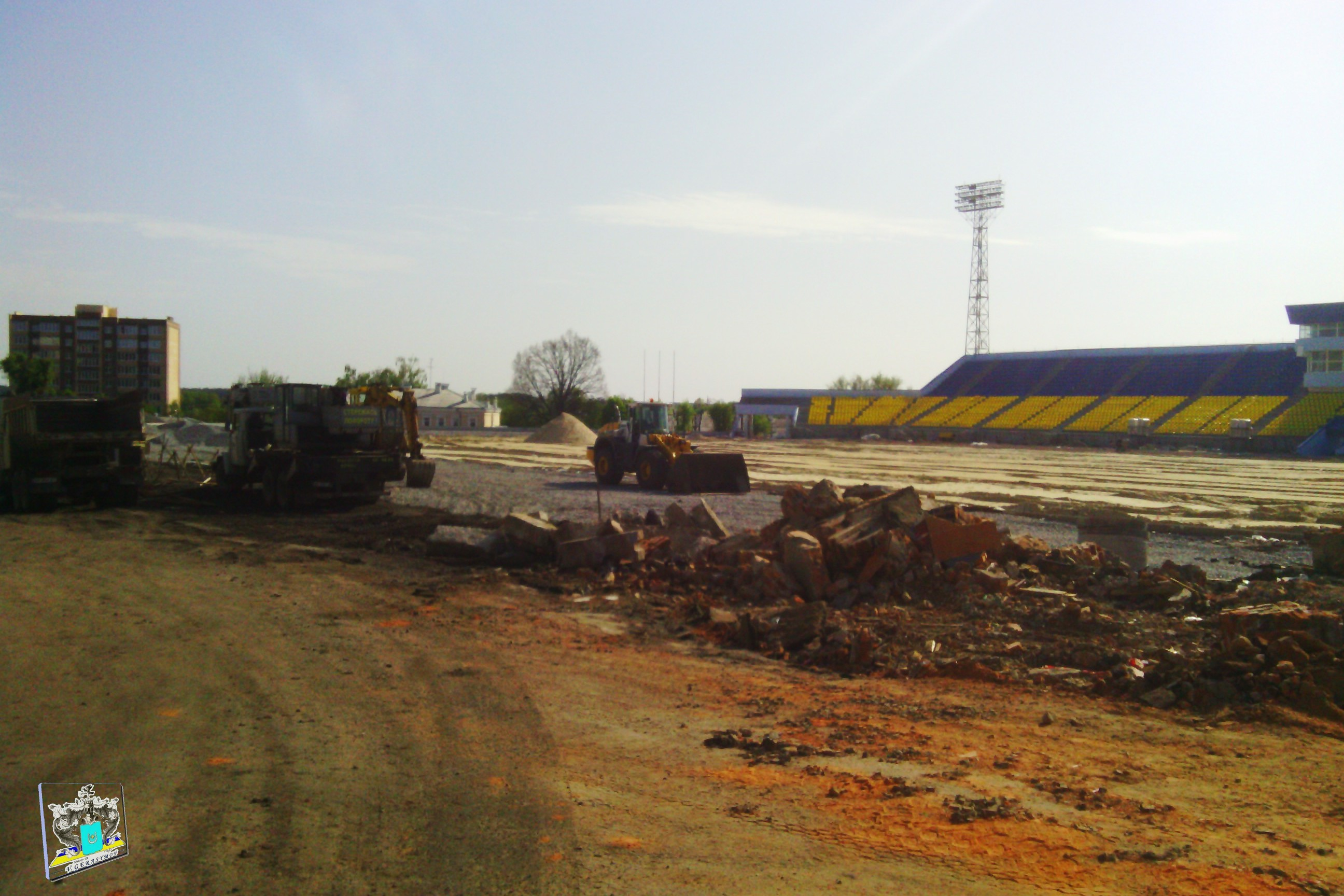
Стадіон після знесення аварійних трибун
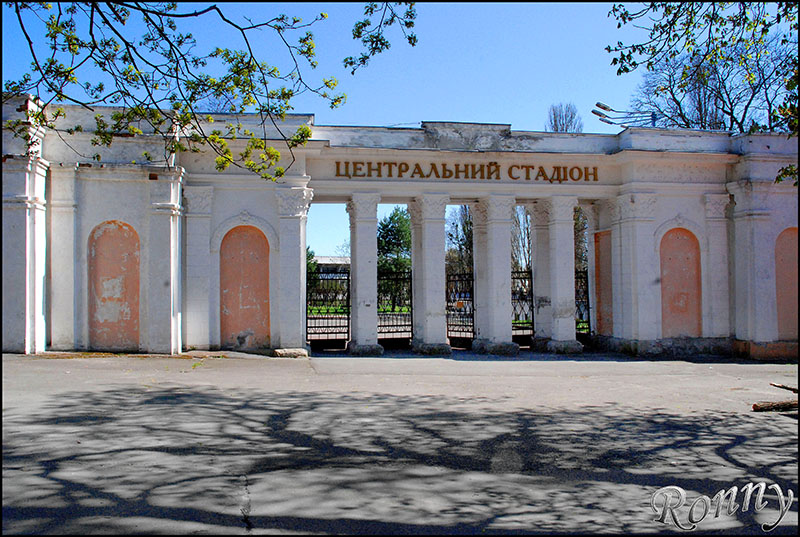
Вхідна арка
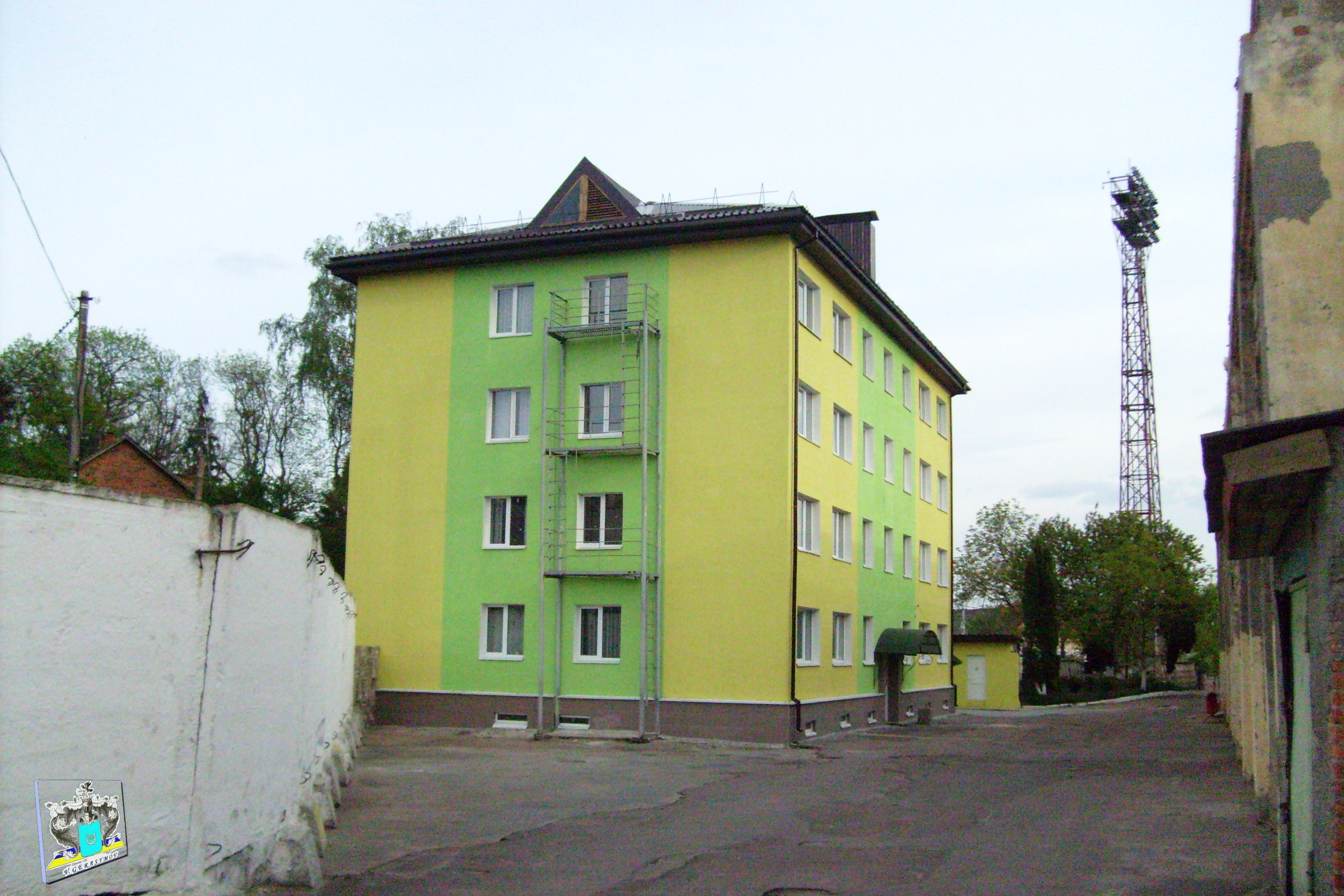
Готель «Спортивний» на території стадіону
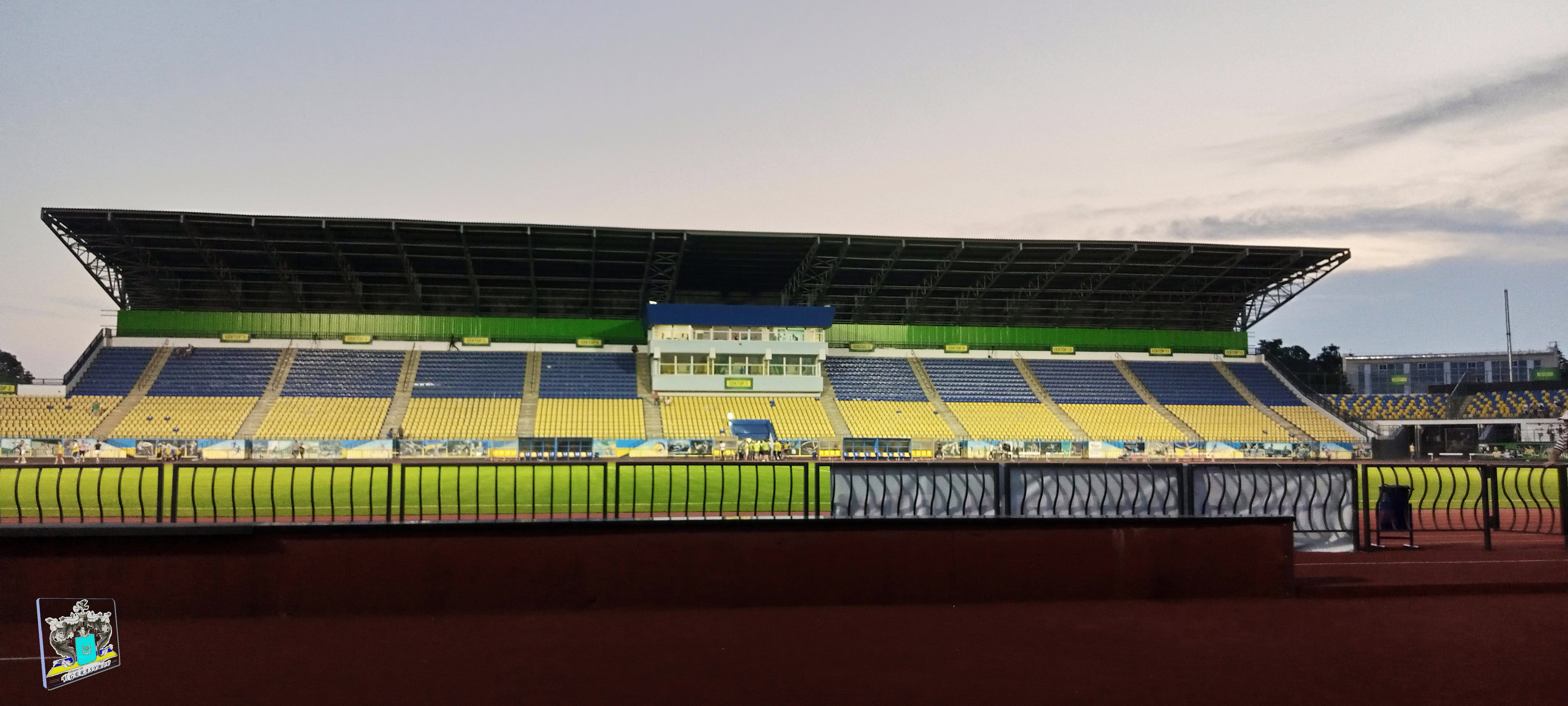
Головна трибуна стадіону «Полісся» (Житомир) при штучному освітленні
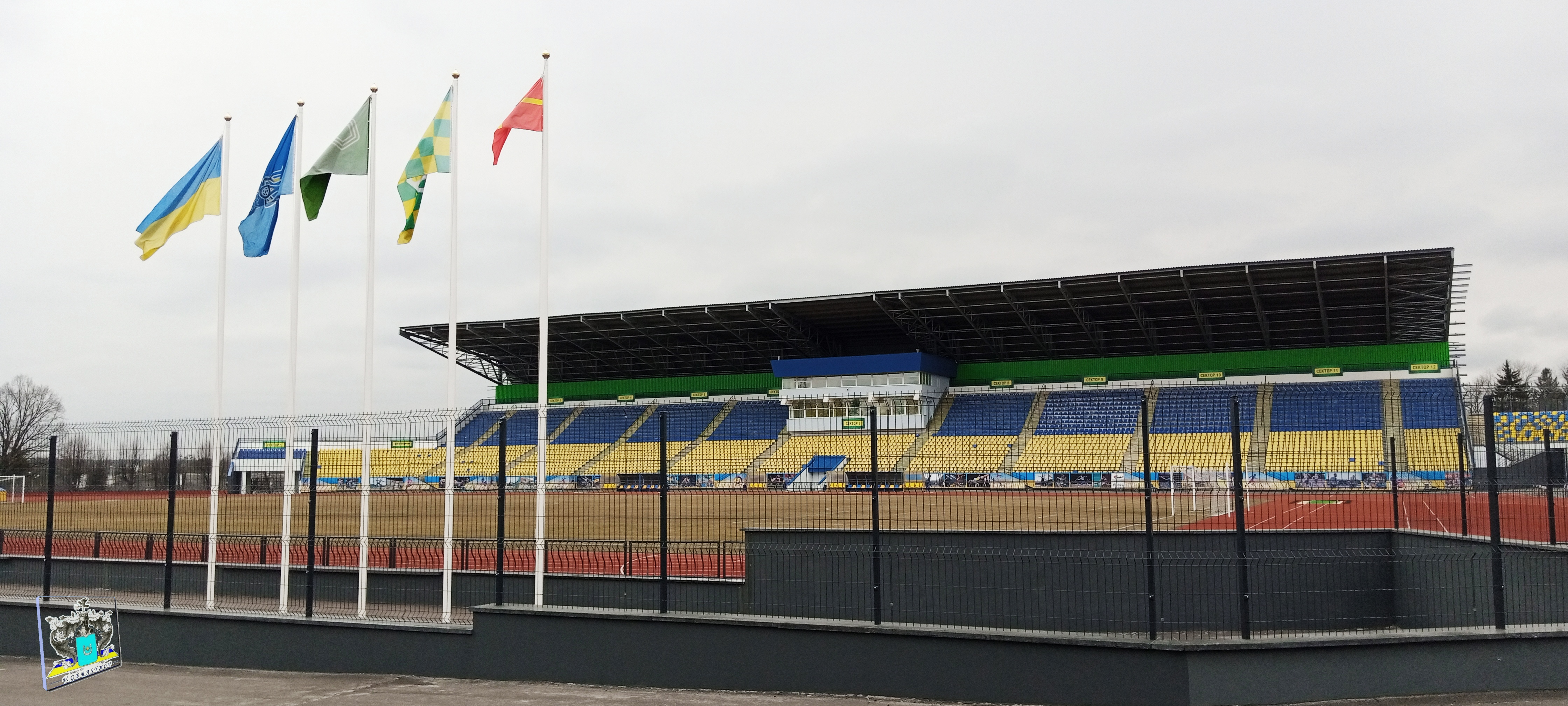
Весною 2021 року